# أبهر بطني
الأبهر البطني (باللاتينية: aorta abdominalis) هو استمرار مباشر للأبهر النازل (من القفص الصدري) كجزء من الشريان الأورطي. يعد أكبر شريان في تجويف البطن.

## مساره
يبدأ مساره على مستوى الحجاب الحاجز، من ثم يعبر الفجوة الأبهرية من وراء الحجاب الحاجز، على مستوى الفقرة الصدرية الإثنى عشر. ثم ينتقل عبر الجدار الخلفي للبطن أمام العمود الفقري. وهو بذلك يتبع انحناء الفقرات القطنية المحدبة من الأمام. ذروة هذا التحدب هو على مستوى الفقرة القطنية الثالثة (L3).
إنه يسير بالتوازي مع الوريد الأجوف السفلي، الذي يقع على يمين الشريان الأورطي في البطن ويصبح أصغر في القطر لأنه يعطي فروعه. ويعتقد أن يكون هذا بسبب كبر حجم فروعه الرئيسية. يبلغ قطره حوالي 25 مم عند الضلع الإحدى عشر؛ فوق منشأ الشرايين الكلوية، و22 ملم أسفل الكلى، و19 مم عند التشعب.

## الفروع
يمد الأبهر البطني التجويف البطني بالدماء. وهو يبدأ من الفقرة الصدرية الاثنا عشر، وعادة لديه الفروع التالية:
| فرع                   | الفقرة  | النوع  | الازدواجى | أمامي/خلفي | الوصف |
| --------------------- | ------- | ------ | --------- | ---------- | --- |
| تحت الحجابي           | T12     | جداري  | افندم     | الخَلْفي     | ينشأ أسفل الحجاب الحاجز، ويمده من الأسفل.                                                                  |
| بطني                  | T12     | الحشوي | الغير     | أمامي      | فرع أمامى كبير                                                                                             |
| الفوق المساريقي       | L1      | الحشوي | ليس       | أمامي      | فرع أمامى كبير ينشأ تحت الجذع البطنى                                                                       |
| الكظري الأوسط         | L1      | الحشوي | افندم     | خلفي       | الغدة الكظرية                                                                                              |
| كلوي                  | L1      | الحشوي | افندم     | الخَلْفي     | شريان كبير. كل منهما ينشأ من جانب الشريان الأبهر ويمد الكلية المتوافقة معه، ينشأ في السطح البيلورى للمعدة. |
| المنسلي               | L2      | الحشوي | افندم     | الخَلْفي     | الشريان المبيضي في الإناث ؛ شريان الخصية عند الذكور                                                        |
| قطني                  | L1 - L4 | جداري  | افندم     | الخَلْفي     | أربعة من كل جانب يمدون جدار البطن والحبل الشوكي                                                            |
| أدنى المساريقي        | L3      | الحشوي | الغير     | أَمامِيّ      | فرع أمامى كبير                                                                                             |
| الشِّرْيانُ العَجُزِيُّ النَّاصِف | L4      | جداري  | الغير     | الخَلْفي     | شريان ينشأ من منتصف الشريان الأورطي في جزئه الأدنى.                                                        |
| الحرقفي المشترك       | L4      | الطرفى | افندم     | الخَلْفي     | فروع (ينقسم) لتوريد الدم إلى الأطراف السفلى والحوض، وإنهاء الأبهر البطني                                   |

لاحظ أن التقاء الوريد الأجوف السفلي يتم عند L5، أي أسفل مستوى تشعب الشريان الأبهر.
1. الشريان تحت الحجابي
2. الشريان الحشوي
  1. الشريان المعدي الأيسر
  2. شريان الطحال
    1. شرايين قصيرة للمعدة(6)
    2. شرايين الطحال(6)
    3. الشِريان المعدي الثربِي الأَيسر

  3. الشريان الكبدي
    1. الشريان الكيسي
    2. الشريان المعدي الأيمن
    3. الشريان المعدي-اثنا عشري
      1. الشريان المعدى التربى الأيمن
      2. الشريان البنكريا-اثنا عشري العلوي

    4. الشريان الكبدي الأيمن
    5. الشريان الكبدي الايسر
3. الشريان المساريقي العلوي
  1. شرايين الصائم واللفائفى
  2. الشريان البنكريا-اثنا عشري السفلي
  3. الشريان القولوني الأوسط
  4. الشريان القولوني الأيمن
  5. الشريان اللفائفى القولونى
    1. الشِّرْيانُ الأَعْوَرِيُّ الأَمامِيّ
    2. الشريان الأعورى الخلفى-الشريان الزائدى
    3. الشريان اللفائفى
    4. الشريان القولونى
4. الشريان الفوق الكلوى الأوسط
5. الشريان الكلوي
6. شريان الخصية أو المبيض
7. أربعة شرايين قطنية
8. الشريان المساريقي السفلي
  1. الشريان القولونى الأيسر
  2. الشرايين المعضل الشرجي السيني (2 أو 3)
  3. الشريان المستقيمى العلوى
9. الشِّرْيانُ العَجُزِيُّ النَّاصِف
  1. الشِّرْيانُ الحَرْقَفِيُّ الظَّاهِر
  2. الشريان الحرقفي الغائر

## العلاقات
يقع الأبهر البطني إلى اليسار قليلاً من خط وسط الجسم. وهو مغطى من الأمام بالثرب الأصغر والمعدة التي يقع خلفها فروع الشريان الجوفي والضفيرة الجوفية وأسفلهم مغطى بالوريد الطحالي، الشريان البنكرياسي، البنكرياس، الوريد الكلوي الأيسر، والجزء الأسفل من الإثنى عشر والضفيرة المساريقية والأبهرية.
يفصله من الخلف الرباط الطولى الأمامي والأوردة القطنية اليسرى عن الفقرات القطنية الغضاريف الليفية الواقعة بين الفقرات.
على الجانب الأيمن له علاقة من الأعلى مع الوريد المفرد والصهريج الليمفاوي والقناة الصدرية والساق اليمنى من الحجاب الحاجز الذي يفصله عن الجزء العلوي من الوريد الأجوف السفلي، والعقدة الجوفية البطنية اليمنى والوريد الأجوف السفلي على اتصال مع الأبهر أدناه.
على الجانب الأيسر يوجد الساق اليسرى من الحجاب الحاجز، العقدة الجوفية البطنية اليسرى، والجزء الصاعد من الإثنى عشر وبعض لفائف الأمعاء الدقيقة.

### العلاقة مع الوريد الأجوف السفلي
إن النظير الوريدي للأبهر البطني والذي هو الوريد الجوفي السفلي يسير موازياً له على جانبه الأيمن.
- فوق مستوى السرة يقع الشريان الأبهر إلى حد ما خلف الوريد الأجوف السفلي، مرسلاً الشريان الكبدي الأيمن ليسير خلفه. وبالمثل يرسل الوريد الأجوف السفلي نظيره جانبه وهو الوريد الكلوي الأيسر الذي يعبر أمام الشريان الأبهر.
- تحت مستوى السرة، الحالة معكوسة تماماً، مع إرسال الأورطى الشريان الحرقفيالمشترك الأيمن لعبور نظيره (الوريد الحرقفي المشترك الأيسر)من الأمام.

## الدورة الدموية الجانبية
تقوم الدورة الدموية الجانبية عن طريق الاتصال بين الشريان الصدرى الغائر والشريان الشرسوفى السفلى عن طريق الاتصال الحر بين الشريان المساريقي العلوي والسفلي. وهناك رباط بين هذه الأوعية الدموية أو عن طريق التشابك بين الشريان المساريقي السفلي والشريان الفرجي الغائر، عندما (لأنها حالة شائعة) تكون نقطة الربط أسفل منشأ الشريان المساريقي السفلي وربما عن طريق تشابك الشرايين القطنية مع فروع الشريان الحرقفي الغائر.

## صور إضافية

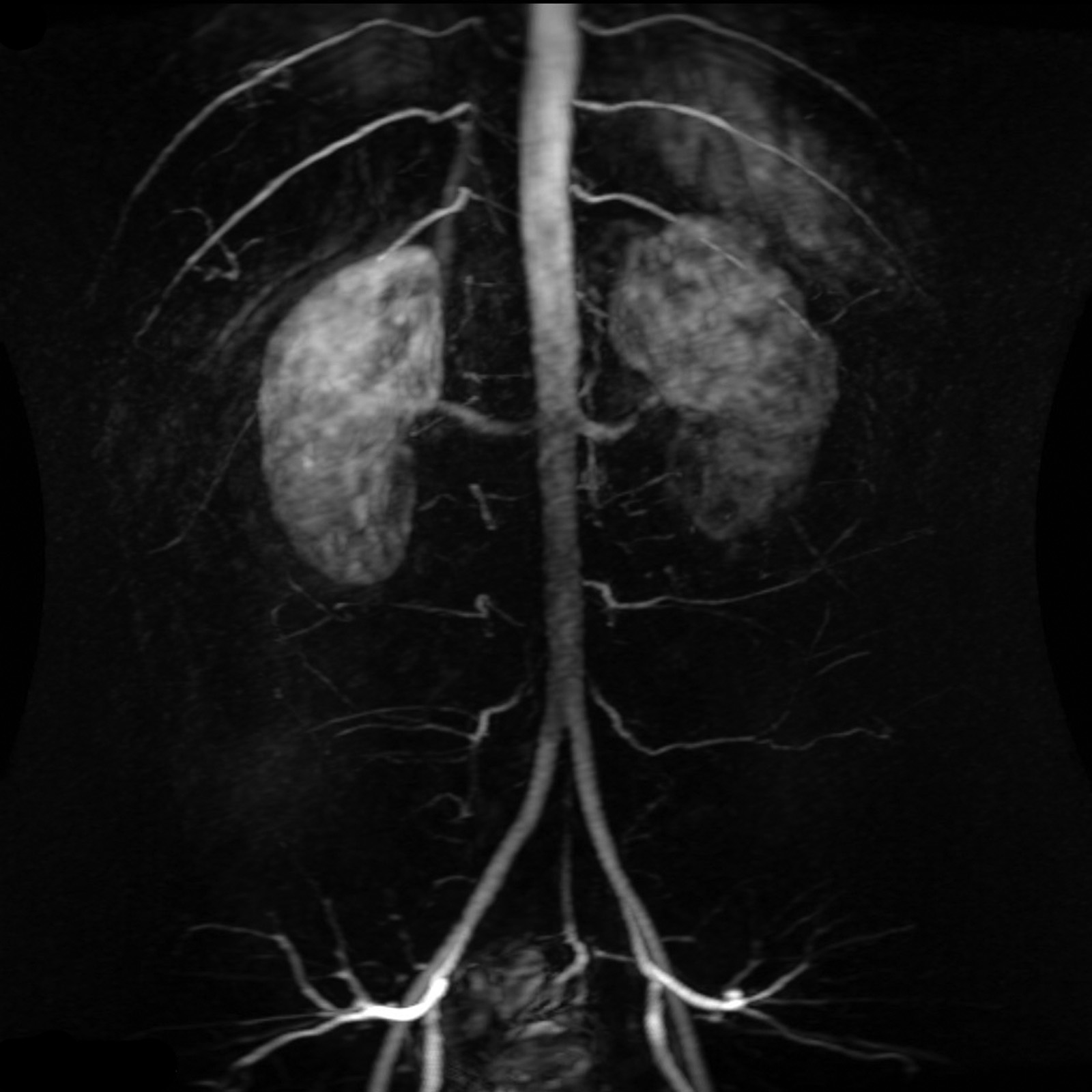
Contrast enhanced MRA of the abdominal aorta demonstrating normal paired arteries.
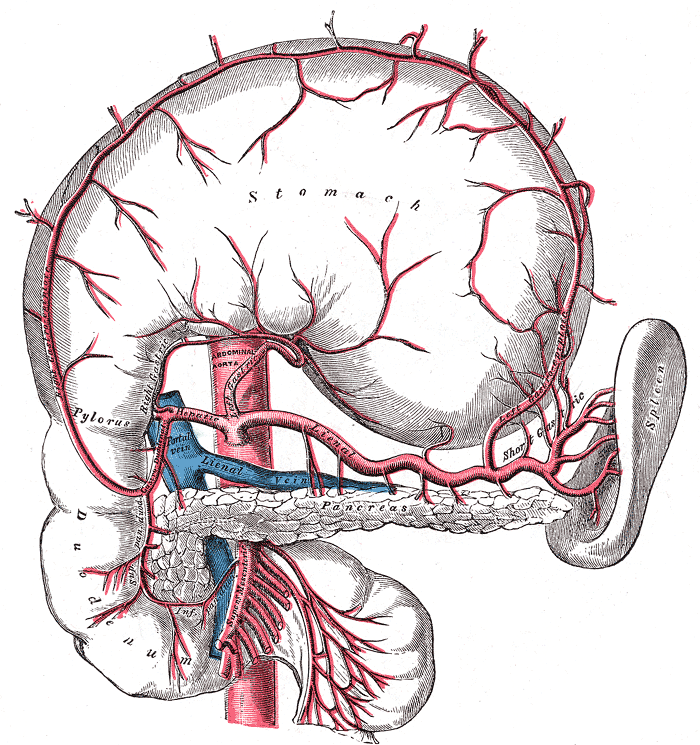
الشريان البطني وفروعه؛ تم رفع المعدة وإزالة الصفاق.
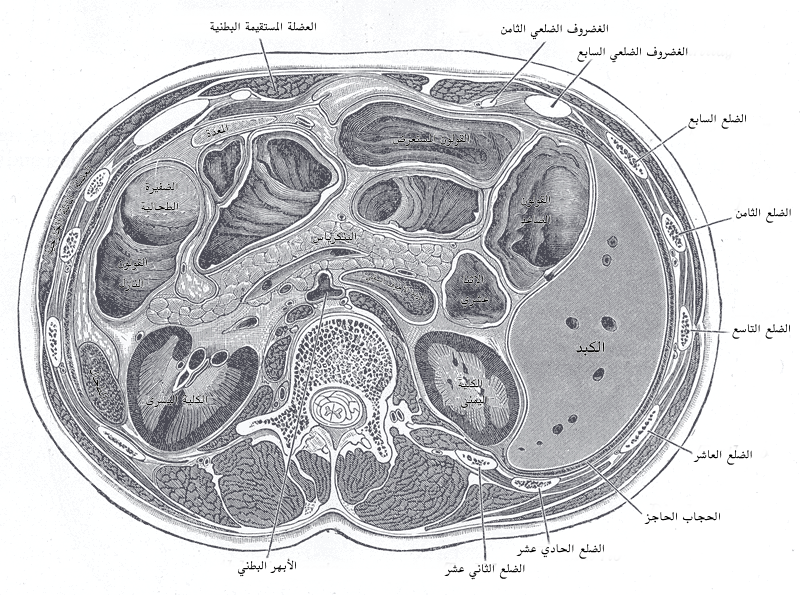
Transverse section through the middle of the first lumbar vertebra, showing the relations of the pancreas.
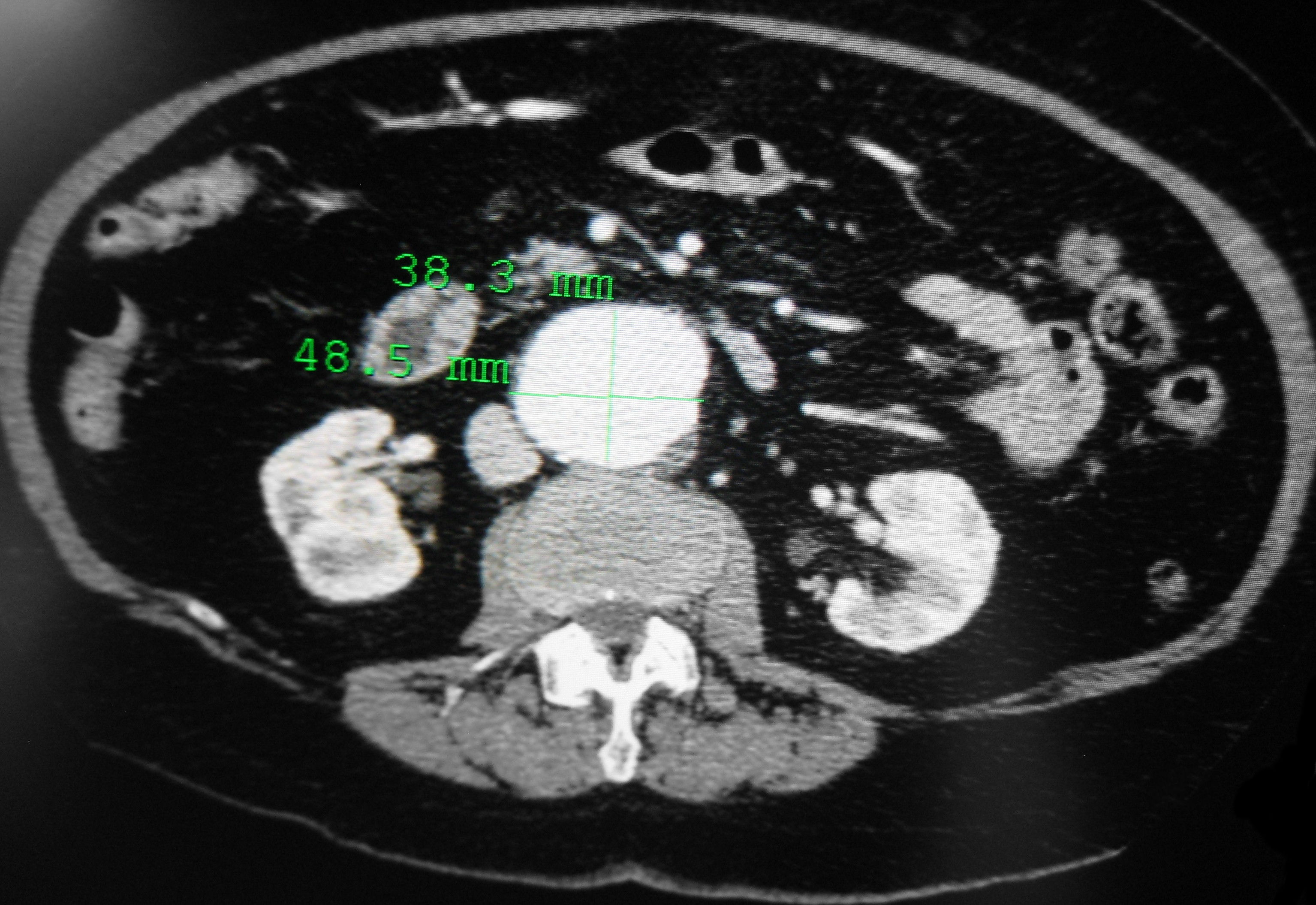
A transverse contrast enhanced CT scan demonstrating an abdominal aortic aneurysm of 4.8 by 3.8 cm
The standard aortic measurement on تخطيط الصدى البطني, such as used for أم الدم الأبهرية البطنيةs, is between the outer margins of the aortic wall.[4]
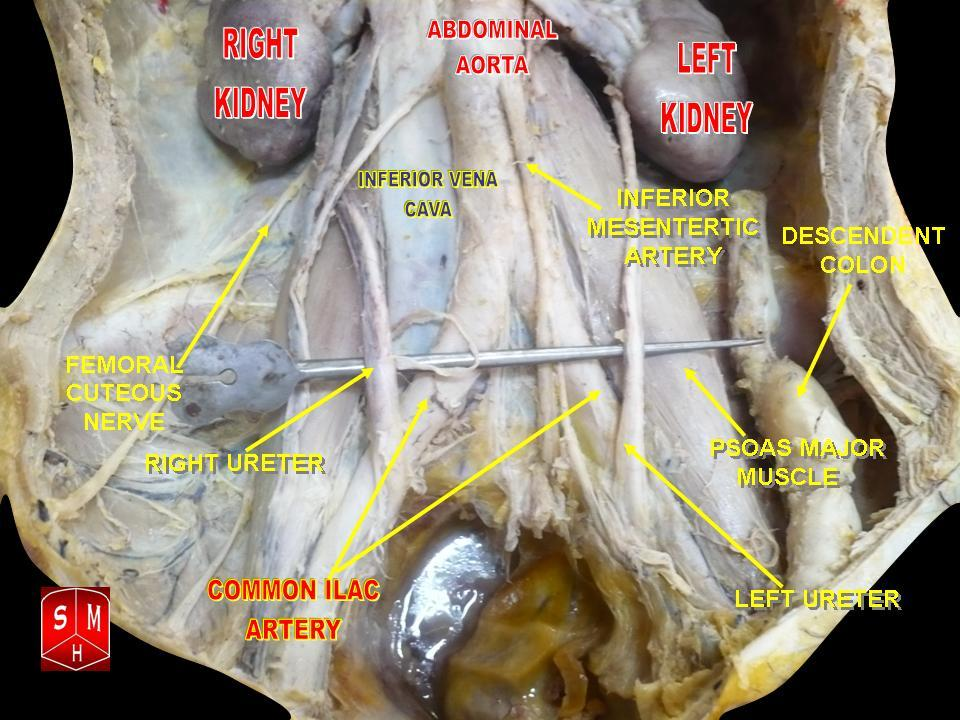
الأبهر البطني

## وصلات خارجية
- يونيون كاربايد كوربوريشن